# Monreal de Ariza
Monreal de Ariza és un municipi de la província de Saragossa situat a la comarca de la Comunitat de Calataiud.